# گریت سادرن

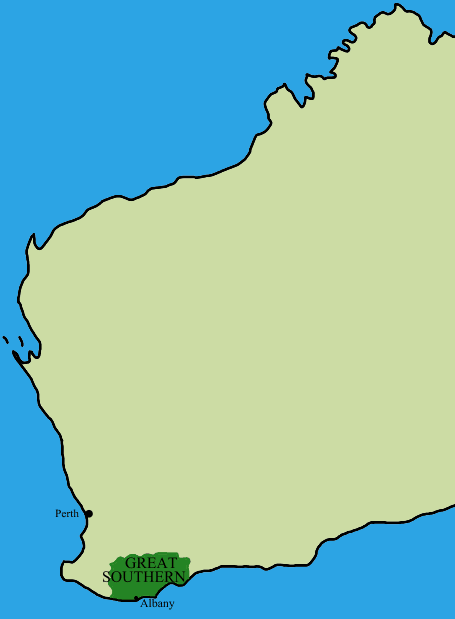

گریت ساوترن (به انگلیسی: Great Southern) یکی از نه ناحیه ایالت استرالیای غربی در کشور استرالیاست. این ناحیه را می‌توان جنوبی‌ترین ناحیه ساحل جنوبی استرالیای غربی دانست. وسعت این ناحیه ۳۹٬۰۰۰ کیلومتر مربع است. آب و هوای این ناحیه مدیترانه‌ای بوده و جمعیتی بالغ بر ۵۴٬۰۰۰ نفر را در خود جای داده. اغلب اهالی ناحیه به کار دامپروری و کشت غلات اشتغال دارند. مردم نونگار به مدت هزاران سال ساکنین اصلی این ناحیه بودند؛ تا سال ۱۸۲۶ که مهاجرین بریتانیایی پا به این منطقه گذاشتند. شهر آلبانی را نخستین شهر تاسیس‌شده توسط مهاجران در این منطقه می‌دانند.